# 八日市場站
八日市場站（日语：／ Yōkaichiba eki */?）是位於千葉縣匝瑳市八日市場イ108號，東日本旅客鐵道（JR東日本）的總武本線車站。

## 歷史
曾經在總武本線行走於千葉至銚子之間的普通列車（113系），當列車途經佐倉至松岸之間的總武本線，列車方向幕上會顯示。該列車退役後，211系3000番台和近年引入的209系2000/2100番台中，只會單以「總武本線」顯示。
- 1897年（明治30年）6月1日：總武鐵道車站啟用[1]。
- 1907年（明治40年）9月1日：總武鐵道被國有化（日语：鉄道国有法），成為帝國鐵道廳車站[1]。
- 1926年（大正15年）12月5日：千葉縣營鐵道（後來為成田鐵道（日语：千葉交通））多古線（日语：成田鉄道多古線）開通[1]。
- 1944年（昭和19年）1月11日：多古線因成為不要不急線而暫停營運[1]（在1946年廢止）。
- 1974年（昭和49年）10月1日：結束貨物起卸業務[1]。
- 1987年（昭和62年）4月1日：伴隨國鐵分割民營化，車站由東日本旅客鐵道（JR東日本）營運[2]。
- 1989年（平成元年）：車站北出口廣場落成。
- 1995年（平成7年）3月1日：高速巴士「東京 - 八日市場線（日语：八日市場駅・匝瑳市役所ルート）」開始運行[3]。該巴士路線駛入此站前（八日市場站前巴士站）[3]。
- 2006年（平成18年）4月1日：「綠色窗口」結業，取而代之為設置「你好售票機Kaeru君（日语：もしもし券売機Kaeruくん）」[4]。
- 2007年（平成19年）9月1日：南北行人通道開通[5]。
- 2008年（平成20年）7月30日：南出口廣場落成啟用。
- 2009年（平成21年）3月14日：此站開始使用IC卡「Suica」[6]。成為東京近郊區間範圍內[6]。
- 2012年（平成24年）
  - 3月8日：「你好售票機Kaeru君（日语：もしもし券売機Kaeruくん）」停止運作。
  - 3月9日：「指定席售票機」開始運作。
  - 日期不詳：成為業務委託車站。

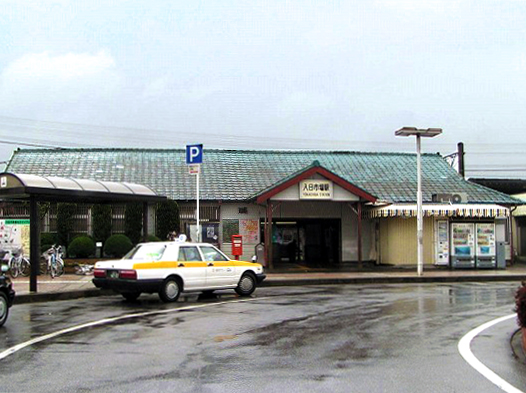
車站大樓（2006年3月19日）

## 車站構造

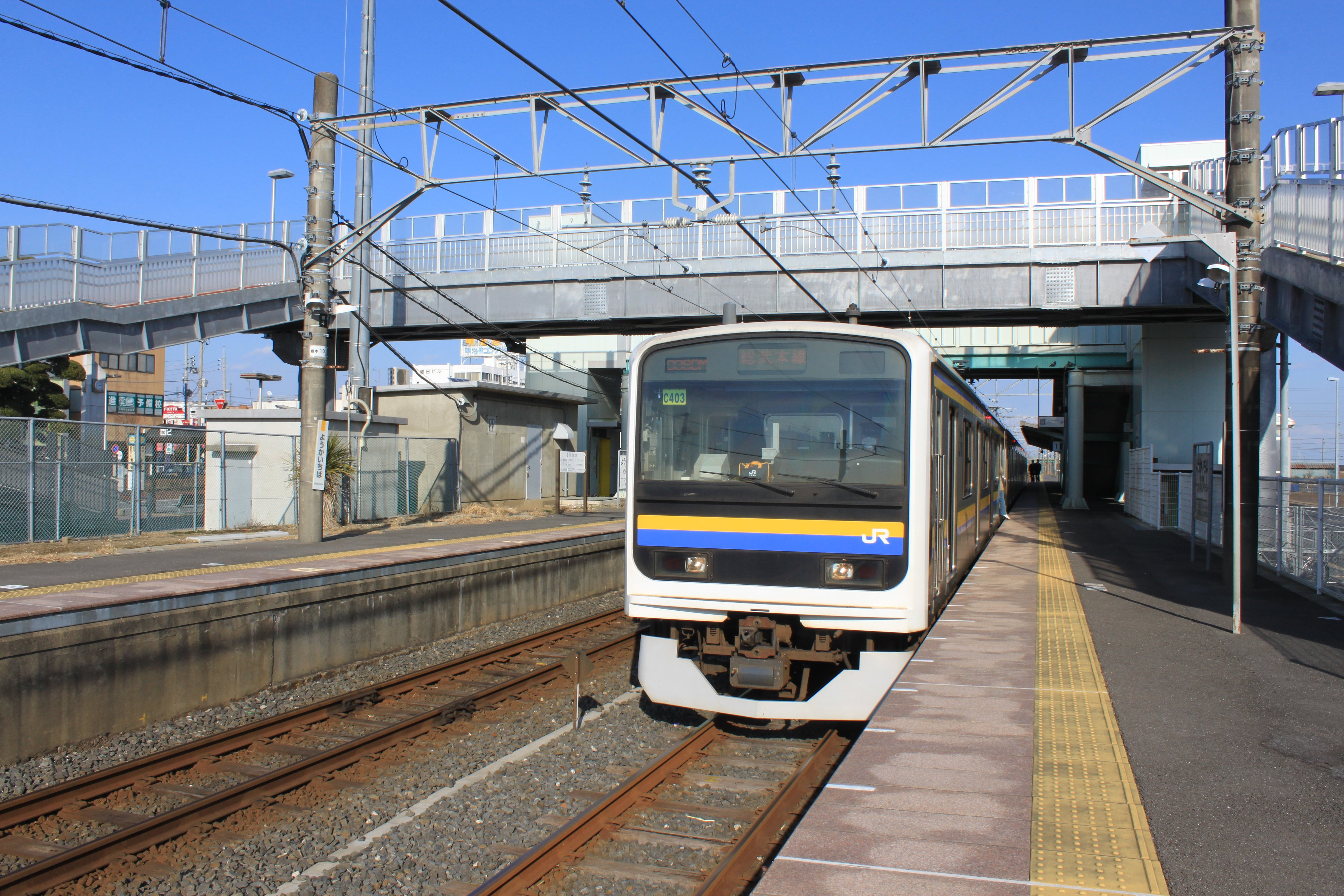
月台（2012年1月）

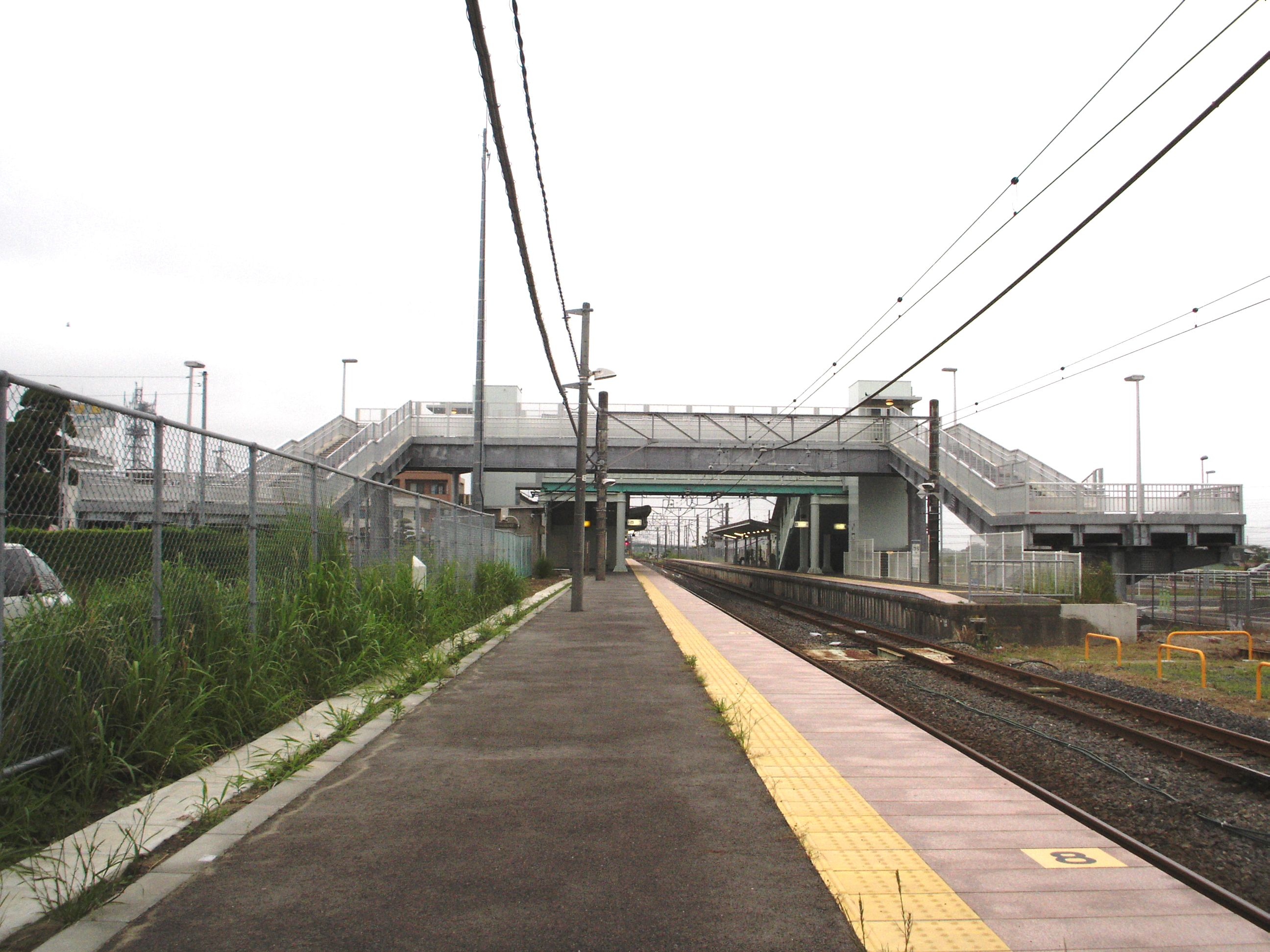
月台西邊，相片中間是南北自由通道（2009年5月）

此站是地面車站，設有2面2線的相對式月台。兩月台之間設有跨線橋連接。
在2012年4月前，此站是由成東站管理的直營車站。在同年4月起變成業務委託車站，委托JR千葉鐵道服務負責車站業務（現時為JR東日本車站服務）。
此站設有簡易Suica閘機。綠色窗口在2006年（平成18年）4月1日結業，取而代之為設置「你好售票機Kaeru君」。但是，「你好售票機Kaeru君」在2012年（平成24年）3月7日停止使用。翌日3月8日的首班車時間起指定席售票機開始運作。
此站設有木造車站大樓。在1990年代後期於車站大樓內的廁所由旱廁變為濕廁。
車站大樓、閘口側（北出口）和南出口廣場之間設有南北自由通道，於2007年（平成19年）9月1日開通。另外，匝瑳市在南出口廣場進行工程。在2008年（平成20年）7月，迴旋路與南出口廣場落成啟用。從前匝瑳市（當時為八日市場市）一直向JR東日本表示要求引入自動閘機和設置南出口（閘口）。但是一直沒有設置南出口。現時車站大樓一方離開閘口（北出口）後，可使用跨線橋（南北自由通道）前往車站南邊。在南北自由通道中設有升降機和單車斜道。當中升降機是閘內和閘外共用。
在閘口附近設有補票處，現時已經停用。

### 月台
靠近車站大樓一方為2號月台，對面為1號月台。
| 月台 | 路線      | 上下行 | 方向                 |
| ---- | --------- | ------ | -------------------- |
| 1    | ■總武本線 | 上行   | 成東、佐倉、千葉方向 |
| 2    | ■總武本線 | 下行   | 旭、飯岡、銚子方向   |

參考
- 月台可容納11卡車廂。

## 使用狀況
在2019年（令和元年）度1日平均乘車人次為1,762人，以下為乘車人次變化列表：
| 乘車人次變化       | 乘車人次變化     | 乘車人次變化 |
| 年度               | 1日平均 乘車人次 | 參考資料     |
| ------------------ | ---------------- | ------------ |
| 1990年（平成02年） | 2,835            | [ * 1 ]      |
| 1991年（平成03年） | 2,898            | [ * 2 ]      |
| 1992年（平成04年） | 2,949            | [ * 3 ]      |
| 1993年（平成05年） | 2,897            | [ * 4 ]      |
| 1994年（平成06年） | 2,856            | [ * 5 ]      |
| 1995年（平成07年） | 2,723            | [ * 6 ]      |
| 1996年（平成08年） | 2,687            | [ * 7 ]      |
| 1997年（平成09年） | 2,588            | [ * 8 ]      |
| 1998年（平成10年） | 2,484            | [ * 9 ]      |
| 1999年（平成11年） | 2,392            | [ * 10 ]     |
| 2000年（平成12年） | 2,368            | [ * 11 ]     |
| 2001年（平成13年） | 2,292            | [ * 12 ]     |
| 2002年（平成14年） | 2,272            | [ * 13 ]     |
| 2003年（平成15年） | 2,230            | [ * 14 ]     |
| 2004年（平成16年） | 2,186            | [ * 15 ]     |
| 2005年（平成17年） | 2,174            | [ * 16 ]     |
| 2006年（平成18年） | 2,104            | [ * 17 ]     |
| 2007年（平成19年） | 2,070            | [ * 18 ]     |
| 2008年（平成20年） | 2,039            | [ * 19 ]     |
| 2009年（平成21年） | 2,038            | [ * 20 ]     |
| 2010年（平成22年） | 1,947            | [ * 21 ]     |
| 2011年（平成23年） | 1,952            | [ * 22 ]     |
| 2012年（平成24年） | 1,973            | [ * 23 ]     |
| 2013年（平成25年） | 2,009            | [ * 24 ]     |
| 2014年（平成26年） | 1,976            | [ * 25 ]     |
| 2015年（平成27年） | 1,958            | [ * 26 ]     |
| 2016年（平成28年） | 1,957            | [ * 27 ]     |
| 2017年（平成29年） | 1,861            | [ * 28 ]     |
| 2018年（平成30年） | 1,834            | [ * 29 ]     |
| 2019年（令和元年） | 1,762            |              |

## 車站周邊
車站位於匝瑳市中心。車站附近設有本町通，為一個古老的商店街，設有中小型商店。在國道126號上設有大型購物中心和商業設施、餐廳（連鎖店）。

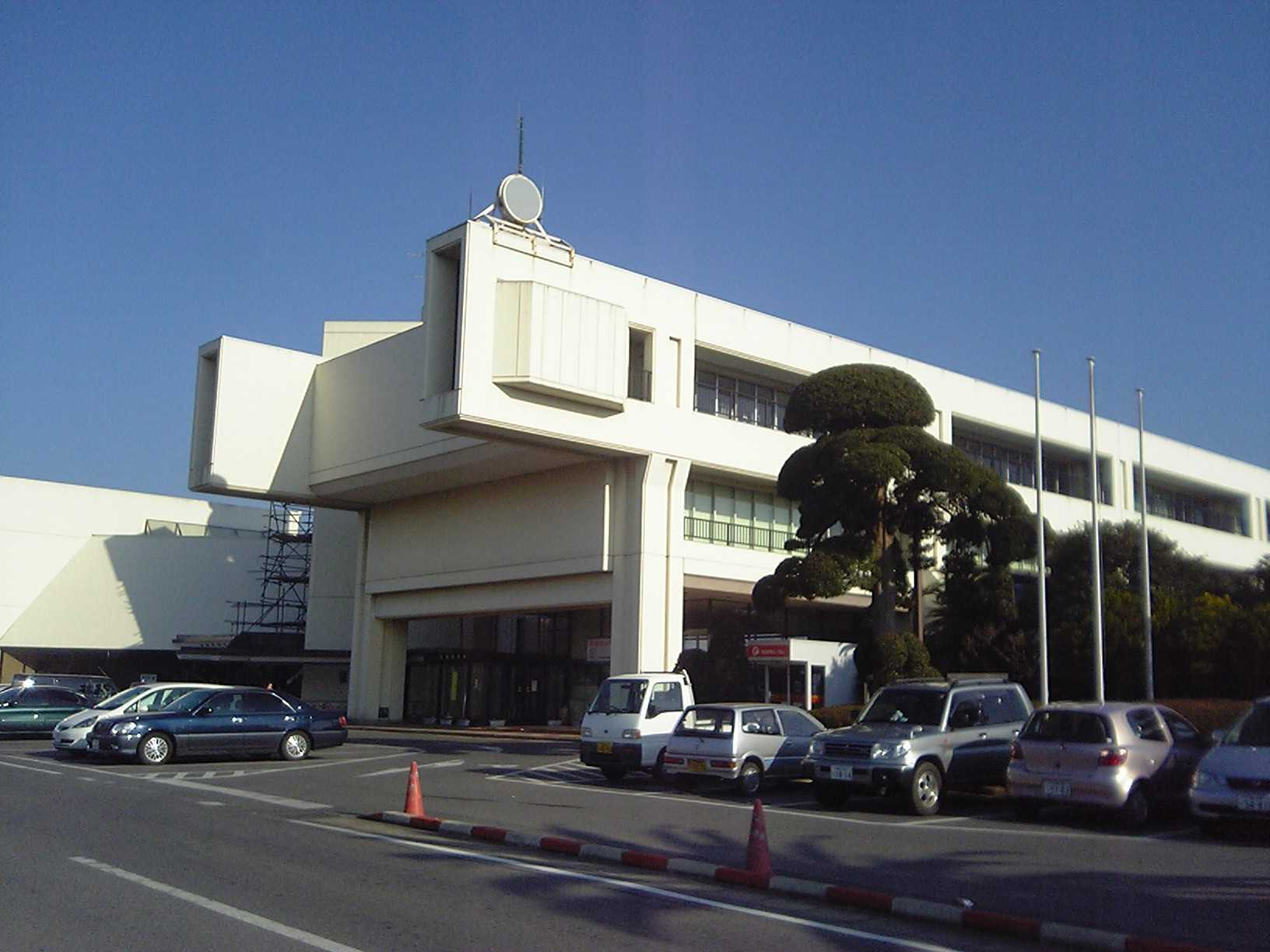
匝瑳市政廳

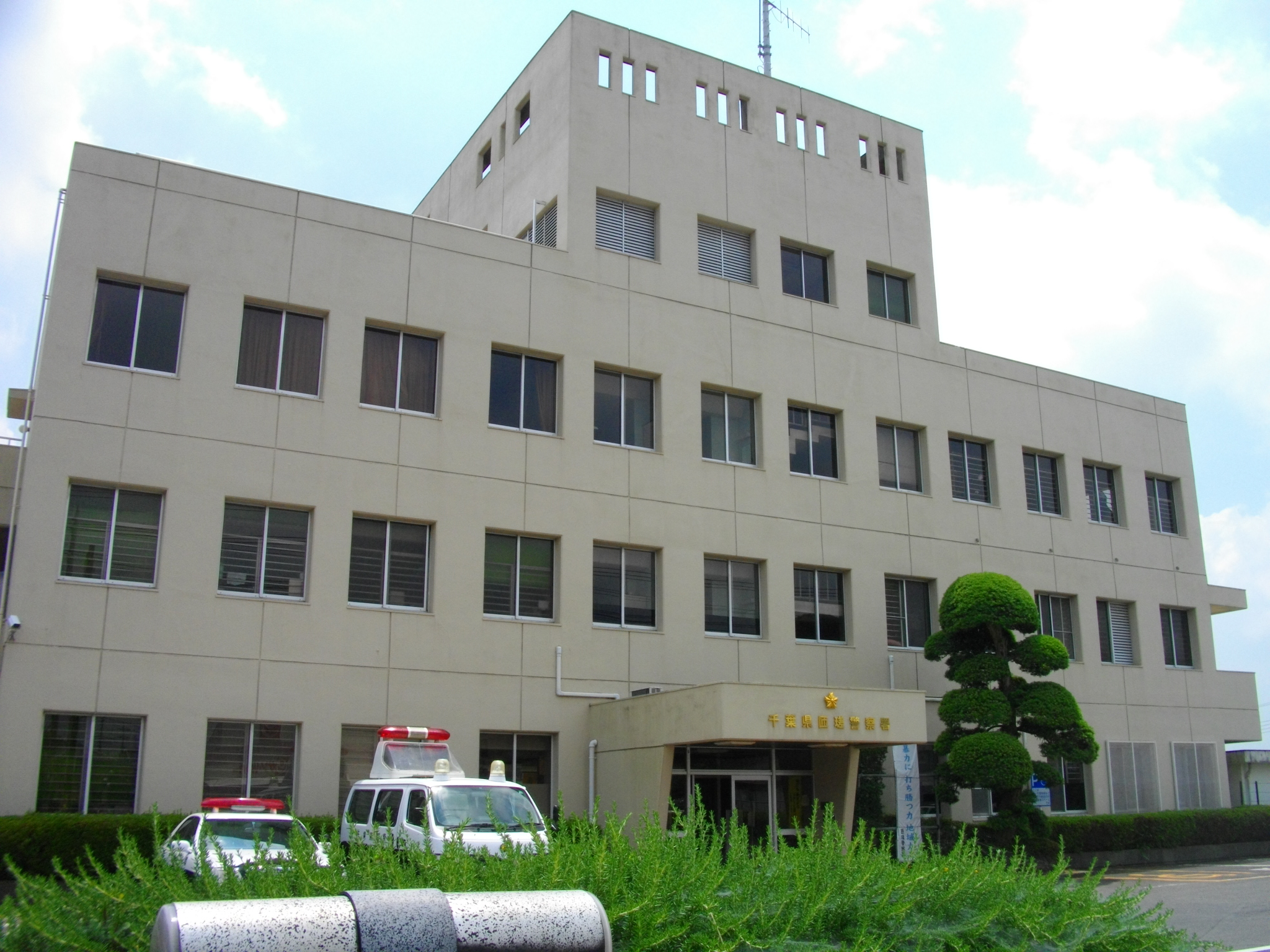
匝瑳警署

- 國道126號（日语：国道126号） - 位於千葉縣道212號八日市場停車場線以北約100米處的八日市場站前路口
- 千葉縣道16號佐原八日市場線（日语：千葉県道16号佐原八日市場線）
- 千葉縣道212號八日市場停車場線（日语：千葉県道212号八日市場停車場線）
- 匝瑳市政廳（舊・八日市場市政廳）
- 匝瑳市立八日市場圖書館
- 匝瑳市立八日市場公民館
- 匝瑳市商工會
- 匝瑳市保健中心
- 匝瑳市立八日市場兒童俱樂部
- 千葉縣警察（日语：千葉県警察）匝瑳警署（日语：匝瑳警察署）
- 千葉縣立匝瑳高等學校（日语：千葉県立匝瑳高等学校）
- 敬愛大學八日市場高等學校（日语：敬愛大学八日市場高等学校）

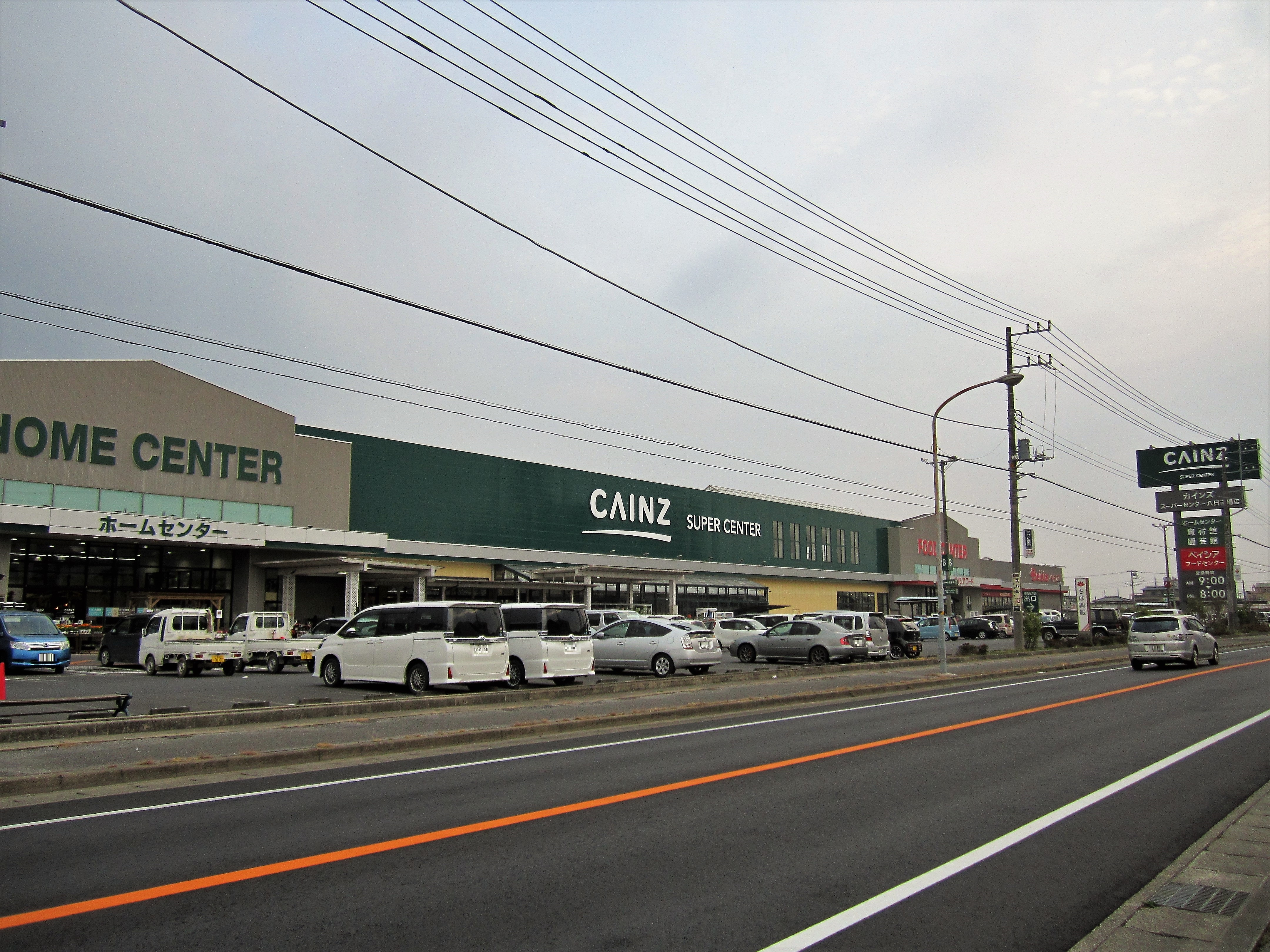
國道126號上的商業設施

- 八日市場郵局（日语：八日市場郵便局）
- 八日市場萬町郵局
- 千葉銀行八日市場分店
- 千葉興業銀行（日语：千葉興業銀行）八日市場分店
- 銚子信用金庫（日语：銚子信用金庫）八日市場分店
- 老尾神社（日语：老尾神社）
- 熊野神社（日语：熊野神社 (匝瑳市)）
- 長德寺
- 八日市場城蹟
- 天神山公園

主要商業設施
- 匝瑳市觀光物產中心匝之里
- Beisia（日语：ベイシア）食物中心八日市場店
- Cainz（日语：カインズ）超級中心八日市場店
- Chao購物中心
  - 美山時裝商店
- Kasumi食品市場（日语：カスミ）匝瑳店
- 京葉D2（日语：ケーヨー）八日市場店
- K's電機（日语：ケーズホールディングス）匝瑳店

## 巴士路線

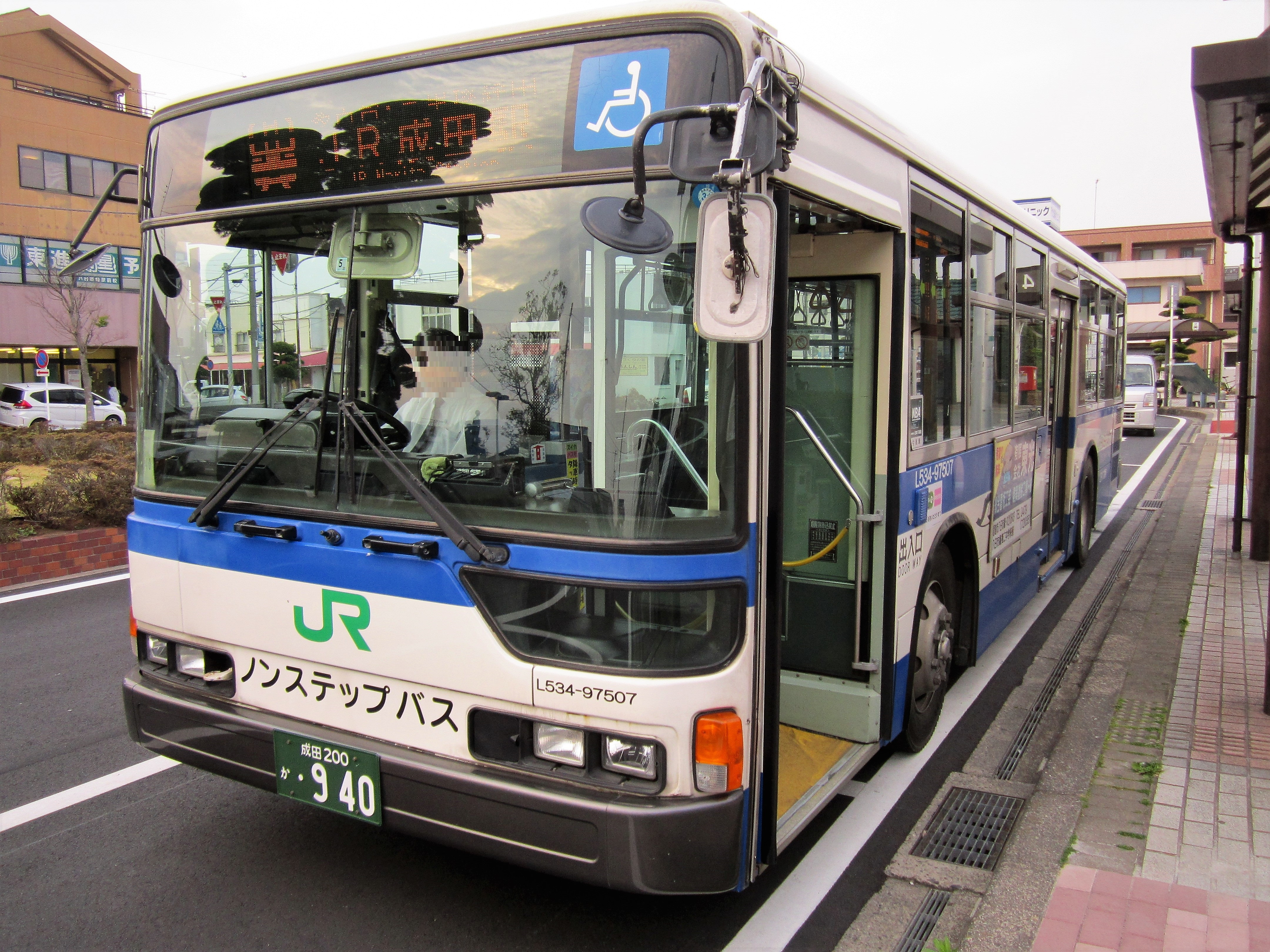
JR巴士關東

| 乘車處                    | 系統               | 主要途經                                                     | 目的地   | 巴士公司            | 備註                            |
| ------------------------- | ------------------ | ------------------------------------------------------------ | -------- | ------------------- | ------------------------------- |
| 八日市場站                | 高速巴士（東京線） |                                                              | 東京站   | JR巴士關東 千葉交通 |                                 |
| 八日市場站                | 多古本線           | 多古台BT、航空博物館、三里塚、成田山前、京成成田站           | JR成田站 | JR巴士關東          |                                 |
| 八日市場站                | 多古本線           | 多古台BT、芝山千代田站、航空博物館、三里塚、京成成田站       | JR成田站 | JR巴士關東          |                                 |
| 八日市場站                | 多古本線           |                                                              | 多古台BT | JR巴士關東          | 平日只有1班                     |
| 八日市場站                | 豐榮、吉田循環     | 市民醫院、飯倉站、吉田榮、下總吉田、八日市場站               | 市政廳   | 匝瑳市內循環巴士    | 右回 只於平日和星期六服務       |
| 八日市場站                | 豐榮、吉田循環     | 市民醫院、下總吉田、吉田榮、飯倉站、八日市場站               | 市政廳   | 匝瑳市內循環巴士    | 左回 只於平日和星期六服務       |
| 八日市場站                | 飯高、豐和循環     | 市民醫院、城下、飯塚、八日市場站                             | 市政廳   | 匝瑳市內循環巴士    | 左回 只於平日和星期六服務       |
| 八日市場站                | 飯高、豐和循環     | 市民醫院、飯塚、城下、八日市場站                             | 市政廳   | 匝瑳市內循環巴士    | 右回 只於平日和星期六服務       |
| 八日市場站                | 椿海循環           | 市政廳、干潟站、椿宿、飯塚、八日市場站                       | 市民醫院 | 匝瑳市內循環巴士    | 左回 只於平日和星期六服務       |
| 八日市場站                | 椿海循環           | 市政廳、飯塚、椿宿、干潟站、八日市場站                       | 市民醫院 | 匝瑳市內循環巴士    | 右回 只於平日和星期六服務       |
| 八日市場站                | 平和、共興循環     | 市政廳、菫團地前、長谷濱、川向、八日市場站                   | 市民醫院 | 匝瑳市內循環巴士    | 左回 只於平日和星期六服務       |
| 八日市場站                | 平和、共興循環     | 市政廳、川向、長谷濱、菫團地前、八日市場站                   | 市民醫院 | 匝瑳市內循環巴士    | 右回 只於平日和星期六服務       |
| 八日市場站                | 須賀循環           | 市政廳、高高野、飯倉站、八日市場站                           | 市民醫院 | 匝瑳市內循環巴士    | 左回 只於平日和星期六服務       |
| 八日市場站                | 須賀循環           | 市政廳、飯倉站、高高野、八日市場站                           | 市民醫院 | 匝瑳市內循環巴士    | 右回 只於平日和星期六服務       |
| 八日市場站                | 野田、榮循環       | 八日市場站、西濱、栢田濱、野榮綜合分所、八日市場站           | 市民醫院 | 匝瑳市內循環巴士    | 東路線右回 只於平日和星期六服務 |
| 八日市場站                | 野田、榮循環       | 八日市場站、野榮綜合分所、栢田濱、西濱、八日市場站           | 市政廳   | 匝瑳市內循環巴士    | 東路線左回 只於平日和星期六服務 |
| 八日市場站                | 野田、榮循環       | 八日市場站、飯倉站、野榮綜合分所、栢田濱、飯倉站、八日市場站 | 市民醫院 | 匝瑳市內循環巴士    | 西路線 只於平日和星期六服務     |
| 八日市場站                |                    | 市政廳、本町通商店街                                         | 市民醫院 | 匝瑳市內循環巴士    | 只於平日和星期六服務            |
| 八日市場站                | 市政廳             |                                                              |          | 匝瑳市內循環巴士    | 只於平日和星期六服務            |
| 八日市場（沿國道126號線） | 高速巴士（千葉線） | 千葉站、千葉中央站、海濱幕張站                               | 執照中心 | 千葉交通            | 平日早上只有1班                 |

## 相鄰車站
東日本旅客鐵道（JR東日本）
■總武本線
- 特急「潮騷號」停車站

飯倉－八日市場－干潟

## 注腳

### 使用狀況
1. ↑  千葉縣統計年鑑 （页面存档备份，存于）（日語） - 千葉縣
2. ↑  統計そうさ （页面存档备份，存于）（日語） - 匝瑳市

JR東日本2000年度以後的乘車人次
1. ↑  各駅の乗車人員（2000年度） （页面存档备份，存于）（日語） - JR東日本
2. ↑  各駅の乗車人員（2001年度） （页面存档备份，存于）（日語） - JR東日本
3. ↑  各駅の乗車人員（2002年度） （页面存档备份，存于）（日語） - JR東日本
4. ↑  各駅の乗車人員（2003年度） （页面存档备份，存于）（日語） - JR東日本
5. ↑  各駅の乗車人員（2004年度） （页面存档备份，存于）（日語） - JR東日本
6. ↑  各駅の乗車人員（2005年度） （页面存档备份，存于）（日語） - JR東日本
7. ↑  各駅の乗車人員（2006年度） （页面存档备份，存于）（日語） - JR東日本
8. ↑  各駅の乗車人員（2007年度） （页面存档备份，存于）（日語） - JR東日本
9. ↑  各駅の乗車人員（2008年度） （页面存档备份，存于）（日語） - JR東日本
10. ↑  各駅の乗車人員（2009年度） （页面存档备份，存于）（日語） - JR東日本
11. ↑  各駅の乗車人員（2010年度） （页面存档备份，存于）（日語） - JR東日本
12. ↑  各駅の乗車人員（2011年度） （页面存档备份，存于）（日語） - JR東日本
13. ↑  各駅の乗車人員（2012年度） （页面存档备份，存于）（日語） - JR東日本
14. ↑  各駅の乗車人員（2013年度） （页面存档备份，存于）（日語） - JR東日本
15. ↑  各駅の乗車人員（2014年度） （页面存档备份，存于）（日語） - JR東日本
16. ↑  各駅の乗車人員（2015年度） （页面存档备份，存于）（日語） - JR東日本
17. ↑  各駅の乗車人員（2016年度） （页面存档备份，存于）（日語） - JR東日本
18. ↑  各駅の乗車人員（2017年度） （页面存档备份，存于）（日語） - JR東日本
19. ↑  各駅の乗車人員（2018年度） （页面存档备份，存于）（日語） - JR東日本
20. ↑  各駅の乗車人員（2019年度） （页面存档备份，存于）（日語） - JR東日本

千葉縣統計年鑑
1. ↑  千葉縣統計年鑑（平成3年） （页面存档备份，存于）（日語）
2. ↑  千葉縣統計年鑑（平成4年） （页面存档备份，存于）（日語）
3. ↑  千葉縣統計年鑑（平成5年） （页面存档备份，存于）（日語）
4. ↑  千葉縣統計年鑑（平成6年） （页面存档备份，存于）（日語）
5. ↑  千葉縣統計年鑑（平成7年） （页面存档备份，存于）（日語）
6. ↑  千葉縣統計年鑑（平成8年） （页面存档备份，存于）（日語）
7. ↑  千葉縣統計年鑑（平成9年） （页面存档备份，存于）（日語）
8. ↑  千葉縣統計年鑑（平成10年） （页面存档备份，存于）（日語）
9. ↑  千葉縣統計年鑑（平成11年） （页面存档备份，存于）（日語）
10. ↑  千葉縣統計年鑑（平成12年） （页面存档备份，存于）（日語）
11. ↑  千葉縣統計年鑑（平成13年） （页面存档备份，存于）（日語）
12. ↑  千葉縣統計年鑑（平成14年） （页面存档备份，存于）（日語）
13. ↑  千葉縣統計年鑑（平成15年） （页面存档备份，存于）（日語）
14. ↑  千葉縣統計年鑑（平成16年） （页面存档备份，存于）（日語）
15. ↑  千葉縣統計年鑑（平成17年） （页面存档备份，存于）（日語）
16. ↑  千葉縣統計年鑑（平成18年） （页面存档备份，存于）（日語）
17. ↑  千葉縣統計年鑑（平成19年） （页面存档备份，存于）（日語）
18. ↑  千葉縣統計年鑑（平成20年） （页面存档备份，存于）（日語）
19. ↑  千葉縣統計年鑑（平成21年） （页面存档备份，存于）（日語）
20. ↑  千葉縣統計年鑑（平成22年） （页面存档备份，存于）（日語）
21. ↑  千葉縣統計年鑑（平成23年） （页面存档备份，存于）（日語）
22. ↑  千葉縣統計年鑑（平成24年） （页面存档备份，存于）（日語）
23. ↑  千葉縣統計年鑑（平成25年） （页面存档备份，存于）（日語）
24. ↑  千葉縣統計年鑑（平成26年） （页面存档备份，存于）（日語）
25. ↑  千葉縣統計年鑑（平成27年） （页面存档备份，存于）（日語）
26. ↑  千葉縣統計年鑑（平成28年） （页面存档备份，存于）（日語）
27. ↑  千葉縣統計年鑑（平成29年） （页面存档备份，存于）（日語）
28. ↑  千葉縣統計年鑑（平成30年） （页面存档备份，存于）（日語）
29. ↑  千葉縣統計年鑑（令和元年） （页面存档备份，存于）（日語）

## 外部連結
- 車站資訊（八日市場）：東日本旅客鐵道（日語）